# 卡罗
卡罗（義大利語：Carro），是意大利拉斯佩齐亚省的一个市镇。总面积33.61平方公里，人口601人，人口密度17.9人/平方公里（2009年）。ISTAT代码为011009。